# Abismo de Hranice

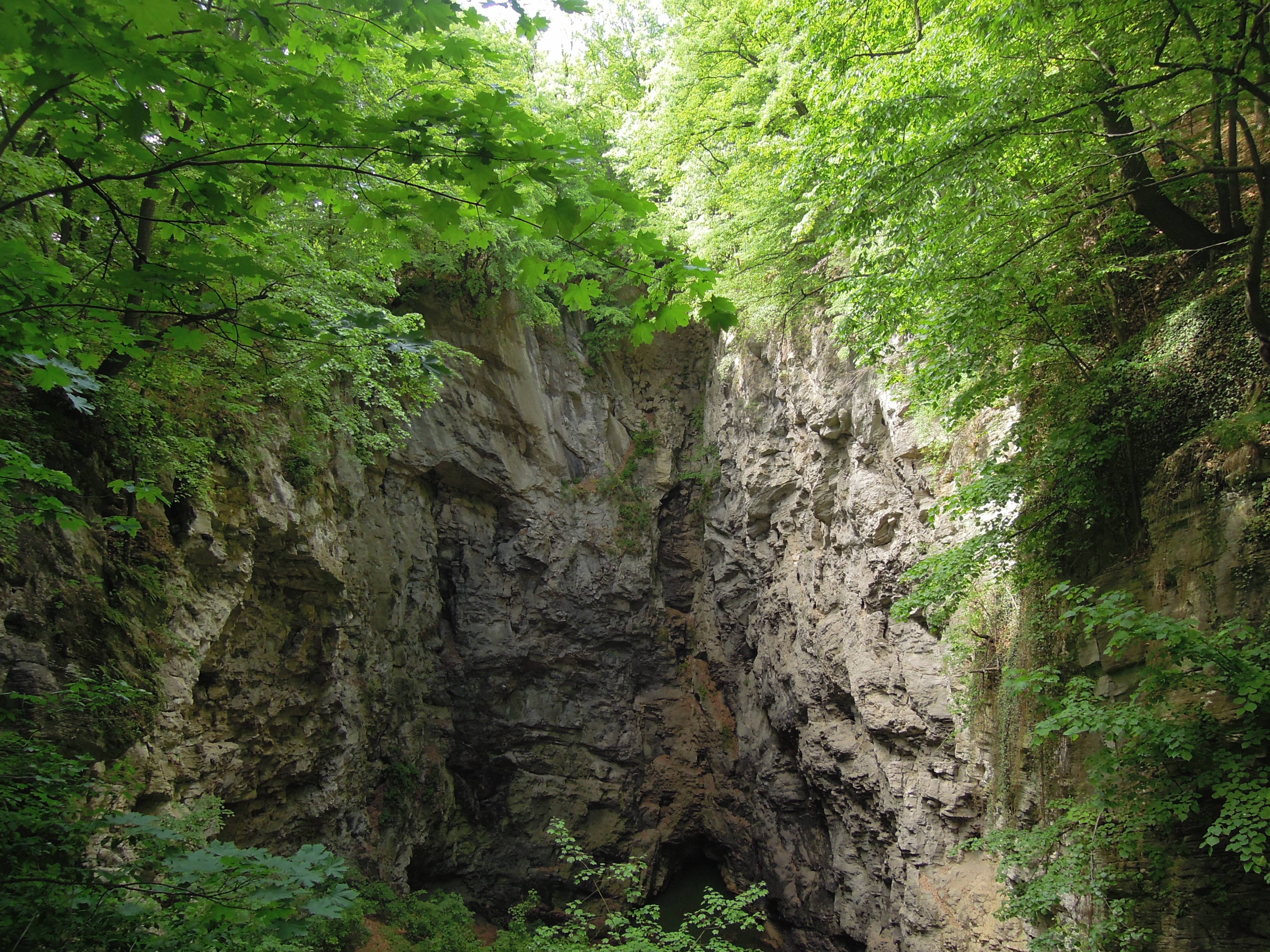
Abismo de Hranice

El abismo de Hranice (en checo: Hranická propast) es una sima situada en la República Checa, la más profunda del país. Se encuentra junto a la localidad de Hranice, distrito de Přerov. La mayor profundidad de la sima confirmada hasta el momento (27 de septiembre de 2016) es de 473 metros (404 m bajo el nivel del agua), lo que la convierte en la cueva subacuática con la mayor profundidad conocida de todo el mundo. La profundidad estimada es de 800-1200 m.
El abismo de Hranice surgió al hundirse la bóveda de la cueva (de roca caliza), que fue progresivamente disuelta por aguas calientes.

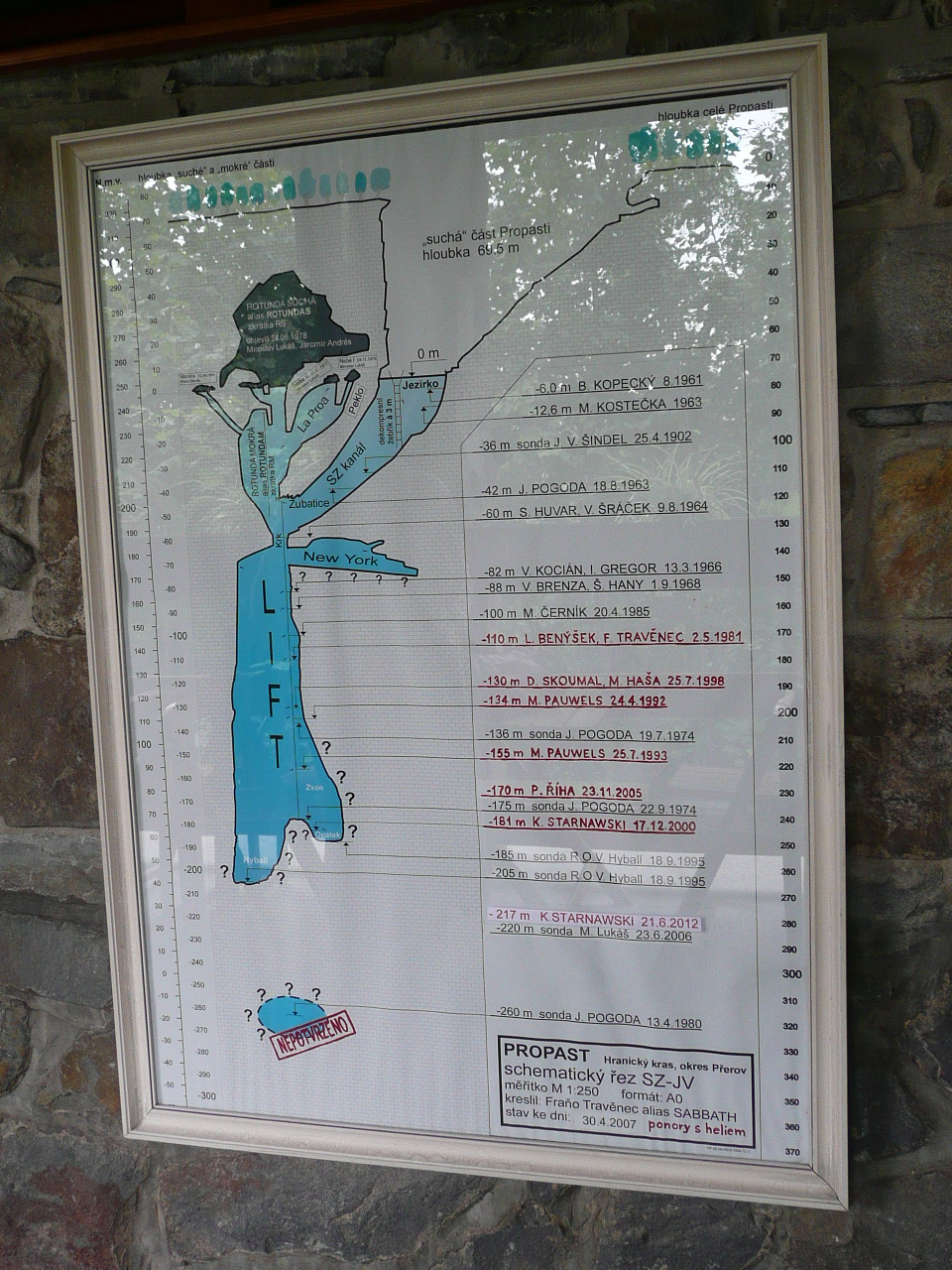
Exploración del abismo